# Michal na Ostrove
Michal na Ostrove (in ungherese Szentmihályfa, in tedesco Michelsdorf in der Schütt) è un comune della Slovacchia facente parte del distretto di Dunajská Streda, nella regione di Trnava.